# 二烯丙基胺
二烯丙基胺是一种含氮有机化合物，化学式HN(CH2CH=CH2)2，常温常压下为无色液体，具有类似氨的气味，能通过丙烯腈氢化反应生成。
2 NCCH=CH2 + 4 H2 → HN(CH2CH=CH2)2 + NH3